# 永井陽子
永井 陽子（ながい ようこ、1951年4月11日 - 2000年1月26日）は日本の歌人。歌集に『樟の木のうた』、『ふしぎな楽器』、『モーツァルトの電話帳』、『小さなヴァイオリンが欲しくて』など。

## 経歴
愛知県瀬戸市城屋敷町に生まれ、1967年に愛知県立瀬戸高等学校入学。その頃より古典に強く心を惹かれ、作歌を開始。当時の学習雑誌の詩や歌の欄へ投稿。1969年には短歌結社「短歌人」へ入会して現代短歌を作り続ける。
1970年に愛知県立女子短期大学（現・愛知県立大学）国文科入学。学内文芸同好会誌「轍」に参加。1971年、『太陽の朝餉』で角川短歌賞候補。1972年1月、短歌人新人賞受賞。同年3月短大卒業後、1974年4月より愛知県立芸術大学音楽学部勤務。1975年10月東洋大学国文学科に編入学し司書資格取得。
1978年に『なよたけ拾遺』（短歌人会刊）で第4回現代歌人集会賞受賞。1980年9月に大学卒業後、11月に短歌人賞受賞。翌年4月より愛知県立図書館勤務。短歌人編集委員、現代歌人協会会員となった。
1989年4月から2年間愛知県立女子短期大学非常勤講師。1991年に母が死去した後、名古屋市に転居。1994年4月から愛知芸術文化センター勤務。翌年3月に退職し、4月より愛知文教女子短期大学助教授。7月に『てまり唄』（砂子屋書房）を刊行し、翌年第6回河野愛子賞受賞。1999年2月から40日間肝炎により入院し、10月から休職。2000年1月26日に死去。享年48。死因は公表されていないが自殺と記してある文献もある。墓は愛知県瀬戸市城屋敷町の慶昌院にあったが、現在は墓石などは撤去されている。
2013年より、母校瀬戸高校の主催により「永井陽子短歌大賞」が開催されている。

## 作風
音楽に関連した言葉と「柔らかな音色」の作品が特徴的。
遺稿集である「小さなヴァイオリンが欲しくて」は、「短歌人」の永田吉文が雑誌探索、データ入力し、栞は小池光がまとめ、解説は高瀬一誌が書いている。栞に岡井隆、松平盟子、藤本喜久恵、小池光が書いている。松平が、永井自身が自分のことを「噛みつきウサギ」と言ったことを紹介している。本文の中に、小池光との往復書簡が「うさぎめーる」となっているのも興味深い。また、「短歌表記法入門　作品実験　ルール：一首に使用できるひらかなは八文字以内。」という実験を短歌人の特集で行ったことを小池が紹介している。普段の作風と異なる漢字の多い歌で答えた永井陽子のことを小池は高く評価している。

## 著書
- 葦牙（1973・愛知県立女子短期大学文芸部、歌集）
- なよたけ拾遺（1978・短歌人会、歌集）
- 樟の木のうた（1981・短歌新聞社、歌集）
- ふしぎな楽器（1986・沖積舎、歌集）
- なよたけ抄（1991・沖積舎、選歌集）
- モーツァルトの電話帳（1993・河出書房新社、歌集）
- てまり唄（1995・砂子屋書房、歌集）
- 小さなヴァイオリンが欲しくて（2000・砂子屋書房、遺歌集）
- モモタロウは泣かない（2002・ながらみ書房、遺稿集）
- 永井陽子全歌集（2005・青幻舎）